# Cathédrale de Fermo
La cathédrale de Fermo ou cathédrale Notre-Dame-de-l'Assomption (en italien : Cattedrale di Santa Maria Assunta) est une église catholique romaine de Fermo, en Italie. Il s'agit de la cathédrale de l'archidiocèse de Fermo.

## Architecture

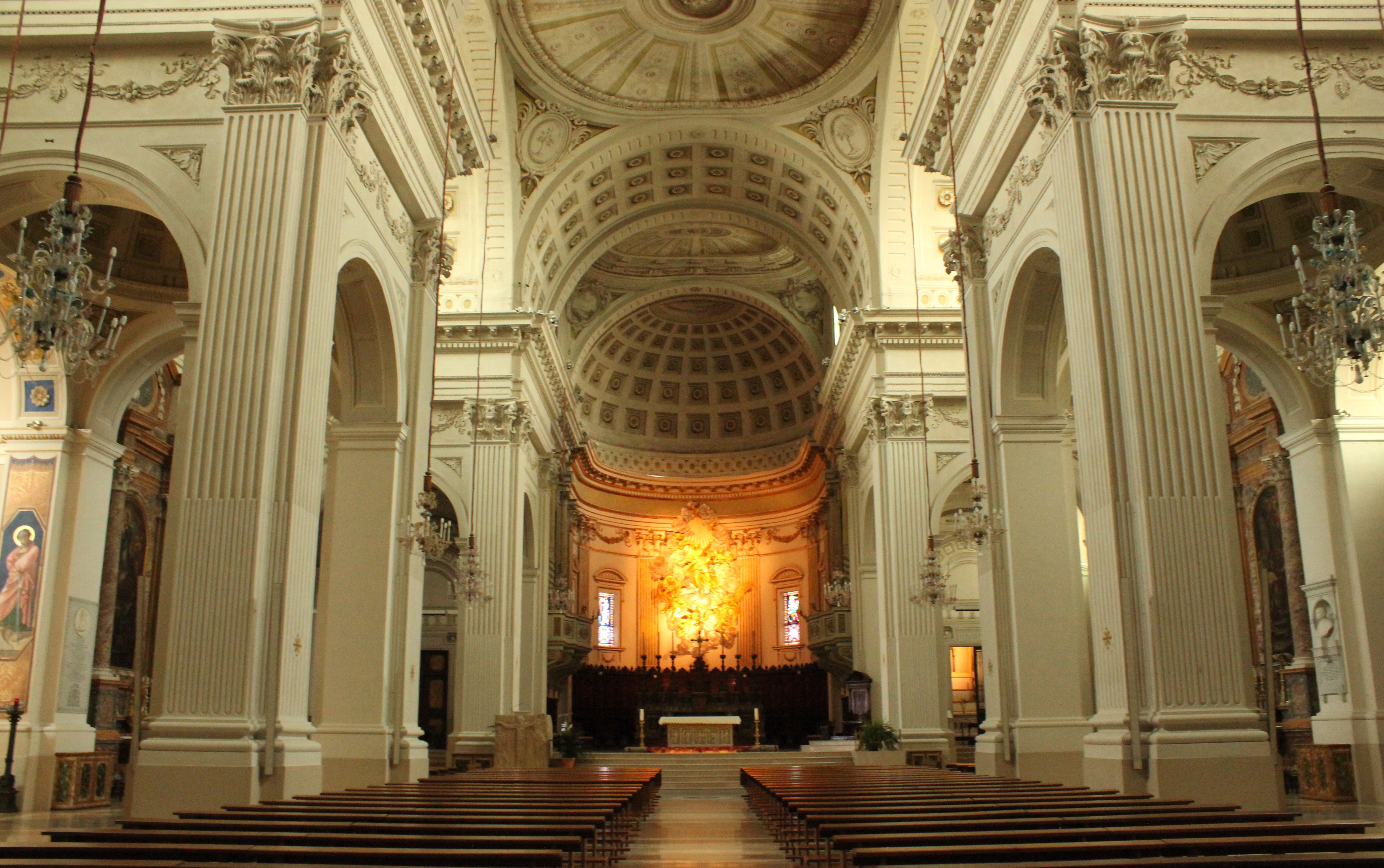
La nef et le chœur.
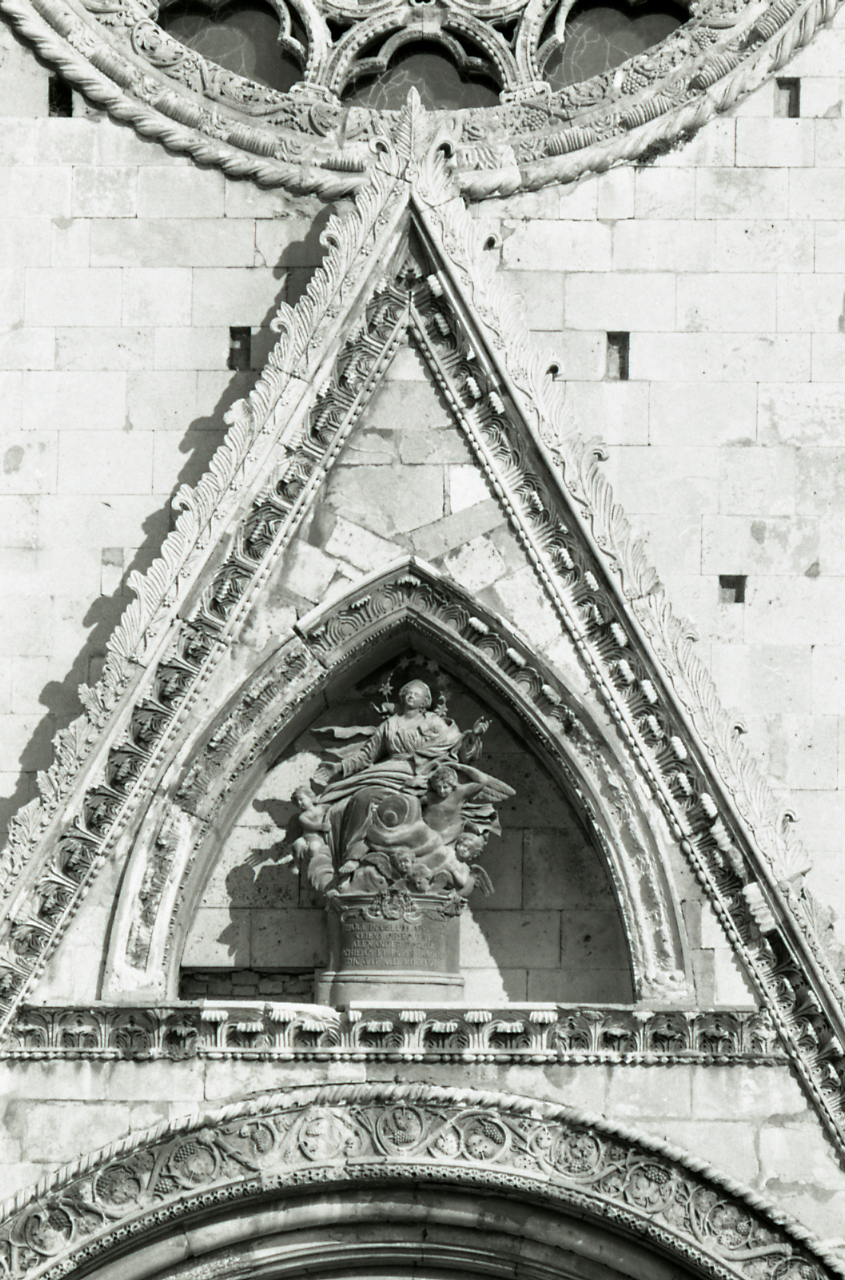
Détail de la façade, photo de Paolo Monti (1969).

### Article lié
- Liste des cathédrales d'Italie
- Liste des cathédrales des Marches